# Led
Léd je zmrznjena trdna oblika vode. Od kapljevinske vode ima manjšo gostoto in na njej plava. Antarktika je pokrita z ledom.